# Faissal Cherradi
Faissal Cherradi (arab. ‏فيصل شرادي‎; ur. 13 maja 1963) – marokański biegacz narciarski, uczestnik igrzysk olimpijskich w Albertville.

## Osiągnięcia

### Igrzyska olimpijskie
| Miejsce | Dzień     | Rok  | Miejscowość | Konkurencja             | Czas biegu | Strata     | Zwycięzca     |
| ------- | --------- | ---- | ----------- | ----------------------- | ---------- | ---------- | ------------- |
| 110.    | 13 lutego | 1992 | Albertville | 10 km stylem klasycznym | 27:36,0    | +43:31,4   | Vegard Ulvang |
| 99.     | 15 lutego | 1992 | Albertville | 10+15 km pościgowy      | 1:05:37,9  | +1:49:36,3 | Bjørn Dæhlie  |